# Dactylokepon richardsonae
Dactylokepon richardsonae is een pissebed uit de familie Bopyridae. De wetenschappelijke naam van de soort en het geslacht Dactylokepon is voor het eerst geldig gepubliceerd in 1910 door Thomas Roscoe Rede Stebbing. De soort werd aangetroffen in de Seychellen en is genoemd naar Harriet Richardson, een van de eerste vrouwelijke carcinologen en een specialiste op het gebied van Isopoda.